# Перемога (кінотеатр, Новочеркаськ)
Кінотеатр «Перемога» (рос. Кинотеатр «Победа») — кінотеатр міста Новочеркаськ Ростовської області (Росія). Перебував в історичній будівлі, побудованому в 1846 році. В даний час в будівлі знаходиться торговий центр з однойменною назвою.
Адреса будинку: Росія, Ростовська область, Новочеркаськ, вул. Московська, буд. 16.

## Історія
Кінотеатр (нині торговий центр) «Перемога» розміщувався в місті Новочеркаську на перехресті вулиць Комітетська і Московська. В даний час тут знаходиться торговий центр з магазинами.
Будівля була побудована в 1846 році на кошти міського товариства Торгових козаків. Товариство використовувало для своїх цілей невелику частину будівлі. Частину товариство здавало в оренду. Наприкінці ХІХ — початку ХХ століття в будівлі працював бакалійний магазин новочеркаського купця І. В. Ігнатова, з 1910 році тут був мануфактурний магазин козака А. Н. Леонова. У 1912 році приміщення в будинку здавалися під чотири магазини, Перше Російське страхове товариство, кінотеатр «Солей».

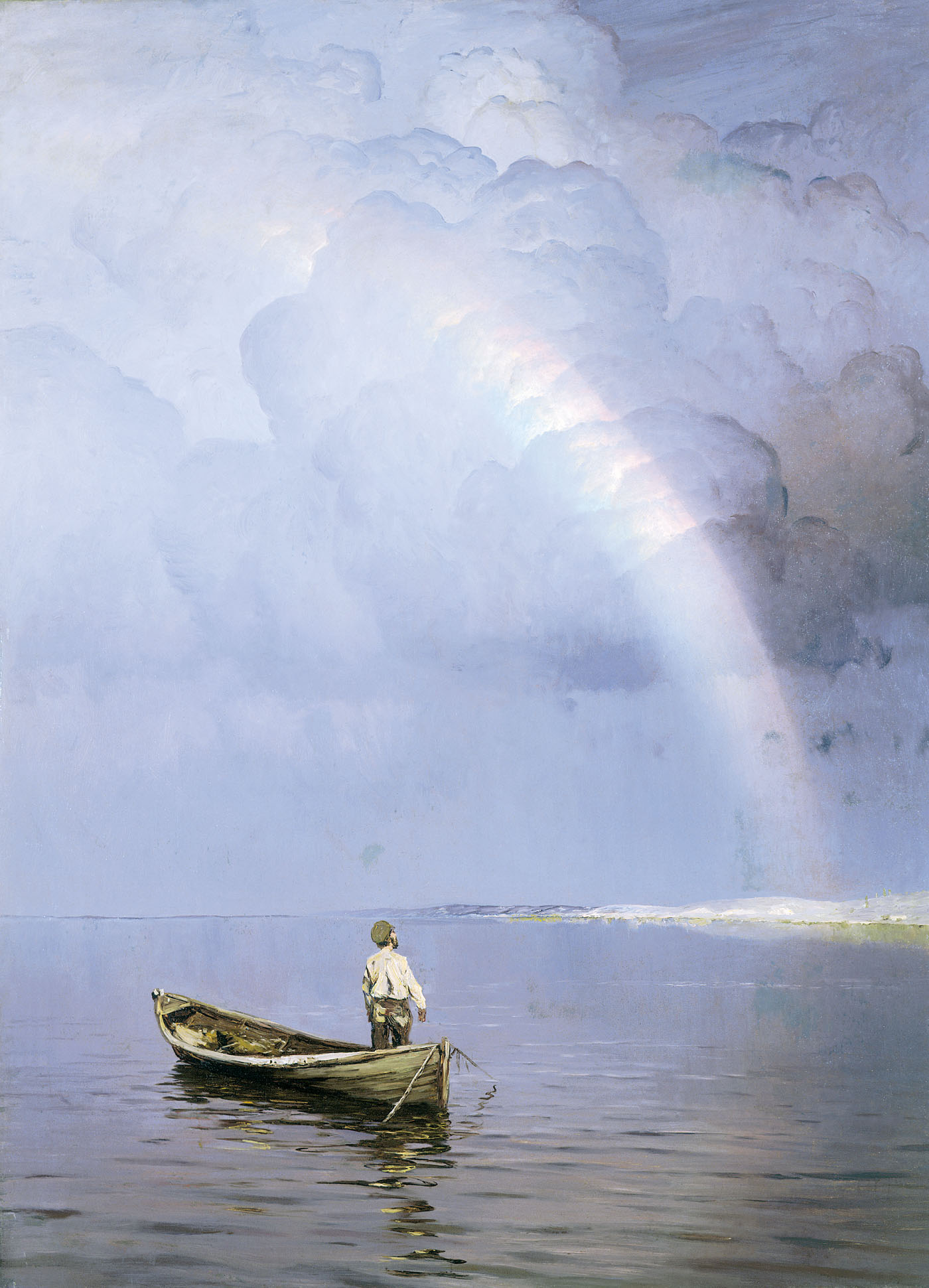
М. Дубовський «Веселка». 1892. Полотно, олія. Новочеркаський музей історії Донського козацтва

У будівлі були найвищі особи Російської імперії. Тут в листопаді 1850 року був великий князь Олександр Миколайович, в 1860 році — великий князь Олександр Олександрович, в 1872 році — імператор Олександр II c спадкоємцем Олександром Олександровичем, в 1887 році тут бував імператор Олександр III c спадкоємцем, майбутнім імператором Миколою II. В пам'ять про перебування в будівлі найвищих осіб на другому поверсі будівлі встановлені чотири позолочені меморіальні дошки.
Крім торгівлі, в будівлі в 1906 році проходила виставка художників-передвижників, де була представлена картина живописця російської пейзажної школи Миколи Никаноровича Дубовського «Веселка». На виставці виставлялись і картини місцевих художників К. С. Семернікова, А. Г. Пемова та ін.
У роки Першої світової війни, у 1914 році, в будівлі знаходився солдатський лазарет.
В роки радянської влади, в 30-х роки ХХ століття, тут був електро-біограф (кінотеатр) «Солей», перейменований пізніше в «Рот-Фронт». У 1932 році кінотеатр «Рот-фронт» одним з перших був пристосований для показу звукових фільмів. Після Німецько-радянської війни кінотеатр був названий «Перемога». В 1927 році в цьому будинку виступав поет Володимир Маяковський з лекцією «Даєш витончену життя».

## Архітектура
Будівля по вулиці Московська, буд. 16 в Новочеркаську, у якому розміщувалися кінотеатри «Солей», «Перемога», магазини та ін., являє собою цегляний двоповерховий будинок з двоскатний дахом. Будівля поштукатурена, має межэтажый і увінчує карниз, трикутний молдинг, пілястри. Великі вікна першого поверху пристосовані під вітрини.